# Tutto è possibile (singolo)
Tutto è possibile è la canzone d'esordio del gruppo musicale italiano Finley, pubblicata il 25 novembre 2005 come primo singolo estratto dall'album omonimo.

## La canzone
Il brano è stato scritto dal gruppo e prodotto da Claudio Cecchetto. Il brano è la versione in lingua italiana dell'originale in inglese Make Up Your Own Mind. Cecchetto ha chiesto alla band di tradurre il brano in italiano.

## Il singolo
Il singolo del brano raggiunge la settima posizione dei singoli più venduti in Italia il 9 febbraio 2006. Contiene oltre alla versione italiana anche l'originale in lingua inglese.
Il video musicale ufficiale del brano è stato diretto da Gaetano Morbioli.

### Tracce
Testi e musiche di C. Ruggiero, M. Pedretti, D. Calvio, S. Mantegazza, D. Persoglio.
1. Tutto è possibile – 3:26
2. Make Up Your Own Mind – 3:26
3. Grief – 3:29

## Formazione
- Marco "Pedro" Pedretti – voce
- Carmine "Ka" Ruggiero – chitarra, voce
- Stefano "Ste" Mantegazza – basso, voce
- Danilo "Dani" Calvio – batteria, voce

Produzione
- Daniele Persoglio
- Andrea Fresu
- Dario Berruti
- Davide Primiceri
- Alberto Rapetti
- Valter Camparo
- Claudio Giussani – mastering

## Classifiche
| Paese  | Posizione raggiunta |
| ------ | ------------------- |
| Italia | 7                   |